# Pandemia de gripe A (H1N1) de 2009-2010 en Chile
La pandemia de gripe A (H1N1), iniciada en 2009, entró en Chile el 17 de mayo de ese mismo año. Este fue el 14.º país en reportar casos de gripe A en el continente americano.
Esta gripe llegó a Chile cuando se identificó el virus en ciudadanas chilenas provenientes de Punta Cana, República Dominicana. Su rápida expansión, que ha sido atribuida al contagio masivo en colegios del sector oriente del Gran Santiago, fenómeno similar al ocurrido en Nueva York, Estados Unidos, ha llevado a Chile a ser uno de los países con más infectados por número de habitantes.

## Cronología

### Preparación y alertas tempranas
El 29 de abril, el subsecretario de Redes Asistenciales, Julio Montt, informó que existían a la fecha 26 casos en estudio en todo el país y, además, informó que los 60 hospitales de mayor complejidad del país cuentan con zonas de aislamiento para posibles casos positivos, y que se han suministrado 43 mil tratamientos antivirales en el sector público y 20 mil en el privado. En total a esa fecha hubo 42 pacientes en estudio, de los cuales 16 fueron completamente descartados de haber contraído el virus.

### Llegada del virus y fase de contención
Al 16 de mayo se habían estudiado a 162 personas, de las cuales 38 no correspondían a la definición y otras 124 fueron descartadas, quedando un solo caso pendiente. El 17 de mayo de 2009, el Ministro de Salud Álvaro Erazo confirmó el primer caso de la influenza A(H1N1), correspondiente a una mujer de 32 años que arribó desde Punta Cana, República Dominicana. Más tarde se confirma el segundo caso, quien sería una amiga de la primera afectada.
Se confirmaron 2 casos más durante la mañana del 18 de mayo de 2009, correspondientes a dos alumnos del colegio San Nicolás de Myra de Las Condes. En la mañana del 19 de mayo de 2009, los casos de contagiados ascendieron a 10 personas. El Hospital Militar reportó tres nuevos contagiados, correspondientes a una mujer y sus dos hijos, mientras que paralelamente se confirmó durante el día el contagio de un menor del Bertiat College de Lo Barnechea y otro del Colegio San Pedro Nolasco de Vitacura, ambos hermanos. Ante ese panorama, estos tres colegios con alumnos contagiados, además de otros tres establecimientos en Las Condes, Lo Barnechea y La Reina y uno de Santo Domingo (Región de Valparaíso) decretaron la suspensión de sus clases de manera preventiva.
En la noche del 19 de mayo se confirmó un nuevo caso, correspondiente a un alumno del colegio The English Institute de la comuna de Providencia. De esta forma, se elevan a 11 los contagios confirmados en el país, y 8 los colegios que han suspendido sus actividades.
A la noche del 20 de mayo el número de casos confirmados de contagio por la gripe AH1N1 llegan a 24. El Colegio San Nicolás de Myra registraba 14 casos, entre estudiantes y personas con nexos al establecimiento, 6 casos de otros colegios del sector oriente de Santiago y otro caso de un pasajero que tuvo contacto con las tres chilenas que viajaban desde Punta Cana.
En la tarde del 22 de mayo el Minsal confirma en total 44 casos de infectados con la influenza convirtiéndose en el país sudamericano con el mayor número de contagiados, aclarando que dichos contagios son leves, inclusive se dio de alta desde el Hospital del Tórax a la primera contagiada. Por el incremento de casos en Chile, y ante un incidente ocurrido en Godoy Cruz, Argentina contra un bus chileno, por la llegada de una persona posiblemente afectada, se propuso el cierre temporal de frontera, medida totalmente desestimada por las autoridades locales.
El 23 de mayo sube la cantidad de infectados a 55, no detallando como se produjeron, según informe del Minsal.

### Propagación y fase de mitigación
El día 24 de mayo el Minsal confirmó 19 nuevos casos, elevando la cifra total a 74 casos. De ellos, dos se convirtieron en los primeros fuera de la Región Metropolitana de Santiago, al registrarse uno en Rancagua y otro en Puerto Montt. En la tarde del 25 de mayo se confirman 8 nuevos casos, uno de ellos en estado grave, que estaba siendo atendida en Santiago. Además aparece por primera vez un caso en la VIII Región del Biobío.
El día 26 de mayo se da a conocer una cifra de 33 nuevos contagios, elevando el total nacional a 119 casos. La mujer en estado grave continua internada en Santiago, en tanto se sabe del primer caso en la V Región de Valparaíso. Al día siguiente, la cifra de nuevos infectados dada por el Ministerio de Salud llegó a 49, 10 de ellos de la Región de Valparaíso y 2 de la Región de Los Lagos, lo que da un total general de 168 casos.
Al día 28 de mayo el total de contagios confirmados asciende a 199, 31 más que el día anterior. De los nuevos casos 14 corresponden a la Región de Los Lagos, 13 a la Región Metropolitana, 2 a la Región de Valparaíso y otros 2 a la Región del Biobío. Entre el total de contagiados se encuentran 2 personas en estado grave, estables y con ventilación asistida.
En la tarde del 29 de mayo se confirman 25 nuevos casos, superando por primera la barrera de los 200 casos llegando a un total nacional de 224. Además se encuentran los primeros contagiados en las regiones de Coquimbo, de la Araucanía y de Los Ríos (uno en cada región). Los dos pacientes graves continúan en ese estado, todavía con ventilación asistida pero demostrando una leve mejoría uno de los casos.
El 30 de mayo se confirman 26 nuevos casos, llegando a 250 infectados. Aparece por primera vez un caso en la Región de Arica y Parinacota. Se confirman nuevos casos en las regiones de Tarapacá, Valparaíso, Región Metropolitana, O'Higgins, Biobío y Los Lagos.
El 31 de mayo se confirman 26 nuevos casos, llegando a un total de 276 contagiados. Se confirma el primer caso en la Región del Maule y nuevos contagiados en las regiones de Coquimbo, del Biobío, de la Araucanía, de Los Lagos y en la Metropolitana. Además se confirma que en las próximas semanas, se arancelizará un valor base para que Fonasa y las isapres den cobertura a los exámenes para detectar la Gripe A-H1N1. También se dan a conocer dos casos graves en la X Región de Los Lagos los cuales fueron trasladados a Santiago.
El 1 de junio se confirman 37 nuevos casos, elevando a 313 el número total de contagiados a nivel nacional. Con estos casos la Región Metropolitana llega a un total de 218 contagiados, seguida por la Región de Los Lagos con 43 contagiados y 22 contagiados en la Región del Biobío por señalar las zonas con más casos confirmados.
El 2 de junio se confirman 47 nuevos casos, sumando 360 el número total de contagiados a nivel nacional, entre ellos 6 son graves. Además se confirma la primera muerte, el cual se registra en la Región de Los Lagos. Debido a esto, la Organización Mundial de la Salud ha informado que se está acercando la fase 6, nivel máximo de alerta pandémica.
El 3 de junio el número de casos a nivel nacional aumentan a 369, de ese total 7 se encuentran en estado grave, de los cuales 6 corresponden a habitantes de la Región de Los Lagos por lo que se han enviado expertos para evaluar la situación en esa zona.
El 4 de junio se informa de 24 nuevos casos lo que eleva a 393 el número total de casos. Los pacientes graves continúan en ese estado.
El 5 de junio el Minsal eleva el número total de contagiados a 890 casos, esto porque de acuerdo al reporte hecho por la autoridad, el aumento sustancial registrado en las últimas horas se debe a que se consolidó el catastro entregado por las clínicas y de los centros privados de salud. Del total de contagiados 10 permanecen graves y hospitalizados.
Ese mismo día el Minsal, a través de su sitio web, informa que suspenderá el conteo y reporte diario de casos, reemplazándolo por dos entregas semanales.
El 7 de junio se confirma la segunda muerte en el país. Se trata de un hombre de 56 años de la ciudad de Osorno quien falleció el día 3 de junio.
El 9 de junio se entrega un nuevo reporte sobre la situación a nivel nacional, se informa de 1.694 casos en el país entre los cuales se encuentran 29 en estado grave. También es importante señalar que el 63% del total de casos reportados están actualmente sanos y el 35,3% de los enfermos se encuentra en su domicilio sin complicaciones. Los más afectados son los niños en edad escolar (entre los 5 y 19 años) los cuales suman 1.073 casos (79,1 % del total nacional).

### Categoría de pandemia
La gripe adquiere categoría de pandemia a nivel mundial el 11 de junio, sin embargo no hay mayores cambios en Chile en la manera de enfrentar el virus. El 12 de junio se entrega otro reporte el cual informa de 641 nuevos casos, lo que aumenta a 2.335 el número total de contagiados a nivel nacional.
El 16 de junio la cifra total de contagiados aumenta a 3.125. Se informó que tan solo el 2,7% de los casos ha requerido hospitalización. Además, se señaló que el 77% de los casos confirmados están recuperados y un 20,3% está con tratamiento, recuperándose en su domicilio. Asimismo, se aclara que los niños en edad escolar (entre los 5 y 19 años) han sido los más afectados, concentrando 64% del total de casos confirmados. También se han dado a conocer diferentes casos de personalidades contagiados, como el caso de los senadores Guido Girardi y Hernán Larraín, el del diputado Álvaro Escobar y los futbolistas Rodrigo Millar, Rafael Olarra, Pedro Morales, Milovan Mirosevic, Pablo Vranjicán y Bastián Arce.
El 17 de junio se confirma la tercera muerte por el virus en Chile. Se trata de Óscar Jiménez, un puertomontino de 40 años que se encontraba internado en estado de gravedad en la Clínica Indisa. El 18 de junio se confirma la cuarta muerte por el virus AH1N1 en Chile. Se trata de Ismael Pavez, un hombre de 40 años de la ciudad de Puerto Montt que fue 
trasladado el 1 de junio en estado grave al Hospital Clínico de la Universidad Católica en Santiago.
El 19 de junio se entrega un nuevo reporte el cual indica que existen 4.315 casos confirmados en el país, de los cuales 161 son graves. Se cumple un mes desde la llegada del virus a Chile; además aparece el primer caso en la Región de Atacama por lo que se confirma la presencia de casos en todas las regiones del país.
El 20 de junio un joven de 18 años de la ciudad de Puerto Montt se convirtió en la quinta víctima fatal en el país. El fallecido pesaba 190 kilos, e ingresó el 6 de junio al hospital de la ciudad donde se encontraba en estado crítico.
El 22 de junio se confirman dos nuevas muertes. La primera se trata de una mujer de 45 años proveniente de Graneros (VI Región) que ingresó a una clínica de Rancagua el 15 de junio. La otra víctima fatal también es mujer, de 67 años, habitante de la ciudad de Osorno, pero que falleció en la Isla de Chiloé.
El 30 de junio el Minsal ya había confirmado que en el país había 7.342 casos, y 14 muertos. Ese mismo día se confirma el 15.º muerto, un hombre de 33 años de la localidad de la Región de Los Ríos.
El 7 de julio el Minsal entregando su primer informe de la semana confirma que ya hay 9.135 casos confirmados y 22 muertos, de los cuales se agrega que 79,3% de los casos confirmados están recuperados; un 17,2% está con tratamiento, recuperándose en su domicilio.
El 17 de julio el Minsal entregando su primer informe de la semana confirma que ya hay 10.926 casos confirmados y 40 muertos. De acuerdo al informe del Minsal, en la última semana se ha observado un aumento de casos confirmados en menores de 5 años, quienes concentran 15.8%; seguidos por los niños en edad escolar (entre 5 y 19 años), con un 45.6% de los casos. Según las cifras que manejan las autoridades de Salud, las mujeres son las que concentran la mayoría de los casos confirmados del virus, con un 51% del total.
El 21 de julio el Minsal entregando su primer informe de la semana confirma que ya hay 11.293 casos confirmados y 68 muertos. Según la autoridad, la vigilancia del virus A (H1N1) realizada en los 41 centros centinela en todo Chile, muestra en la última semana (SE 28) una disminución importante en el número de casos; solamente las regiones de Arica–Parinacota y Valparaíso siguen mostrando una curva ascendente, mientras que en el resto de las regiones ha empezado a descender. Además, el reporte sanitario detalló que si bien el rango de edad de los contagiados va desde 11 días hasta los 94 años (mediana de edad 14 años), el 61% de los casos se concentra entre los 0 y los 19 años, aumentando durante la última semana la proporción de niños menores de 5 años. Cabe destacar que 43% de los casos tienen antecedentes de enfermedad crónica.
El 24 de julio el Minsal entregando su primer informe de la semana confirma que ya hay 11.641 casos confirmados y 79 muertos. En relación con las personas confirmadas por laboratorio, el 7,3 por ciento ha requerido hospitalización a causa de infección respiratoria aguda grave, mientras que el número de defunciones representa el 0,7%. Respecto a la circulación viral, desde la semana 20 se observa un importante incremento de la circulación viral del virus A (H1N1), llegando, en la semana 27, a representar el 93% del total de virus respiratorios en los mayores de 5 años. Aunque desde finales de julio se ha notado un descenso de más de 30% en el aumento de gente infectada con AH1N1.